# Lycopus cokeri
Lycopus cokeri är en kransblommig växtart som beskrevs av Harry E. Ahles och Sorrie. Lycopus cokeri ingår i släktet strandklor, och familjen kransblommiga växter. Inga underarter finns listade i Catalogue of Life.